# Добрица Тегелтија
Добрица Тегелтија (Дворови, 6. октобар 2000) је босанскохерцеговачки фудбалер који тренутно наступа за Војводину. Висок је 171 центиметар и игра на позицији дефанзивног везног, док се као левоноги играч сналази и на месту левог бека.

## Каријера

### Војводина
Пореклом из Дворова код Бијељине, Добрица је поникао у локалној фудбалској академији "Феникс". У склопу пословно-техничке сарадње са Војводином, Тегелија се сели у Нови Сад, где приступа млађим категоријама овог клуба 2012. године. На међународном турниру пионира "Козара 2015", Тегелтија је проглашен за најбољег стрелца постигавши укупно 5 голова, што га је препоручило тренеру омладинског тима Војводине, где је наредне сезоне наступао са две године старијим играчима. Првој екипи Војводине, Тегелтија је прикључен као шеснаестогодишњак под командом Ненада Лалатовића, а прву званичну утакмицу уписао је 21. октобрa 2016. године, ушавши у игру у 87. минуту утакмице против Вождовца заједно са вршњаком Михајлом Нешковићем.

## Статистика
| Клуб      | Сезона   | Лига             | Лига | Лига   | Национални куп | Национални куп | Европа | Европа | Остало | Остало | Укупно | Укупно |
| Клуб      | Сезона   | Дивизија         | Нас. | Голова | Нас.           | Голова         | Нас.   | Голова | Нас.   | Голова | Нас.   | Голова |
| --------- | -------- | ---------------- | ---- | ------ | -------------- | -------------- | ------ | ------ | ------ | ------ | ------ | ------ |
| Војводина | 2016/17. | Суперлига Србије | 1    | 0      | 0              | 0              | —      | —      | —      | —      | 1      | 0      |
| Војводина | 2017/18. | Суперлига Србије | 0    | 0      | 0              | 0              | 0      | 0      | —      | —      | 0      | 0      |
| Војводина | Укупно   | Укупно           | 1    | 0      | 0              | 0              | 0      | 0      | —      | —      | 1      | 0      |
| Каријера  | Каријера | Каријера         | 1    | 0      | 0              | 0              | 0      | 0      | —      | —      | 1      | 0      |

- Ажурирано 14. новембра 2017. године[2]

## Репрезентација
Тегелтија је био члан прве пионирске репрезентације Србије, за коју је дебитовао у пријатељској утакмици против Црне Горе, 9. децембра 2015. Касније се одазвао позиву Босне и Херцеговине, коју је представљао најпре у узрасту до 16, а затим и до 17 година старости између 2016. и 2017. године. Наступао је и на Европском првенству за кадете 2017.